# Бриджес, Эдмунд, 2-й барон Чандос
Эдмунд Бриджес (англ. Edmund Brydges; до 1522 — 11 марта 1573) — английский аристократ, 2-й барон Чандос с 1557 года, кавалер ордена Подвязки. Старший сын Джона Бриджеса, 1-го барона Чандоса. Участвовал в походах во Францию (1544) и Шотландию (1547), в 1545 и 1553 годах заседал в Палате общин.

## Биография
Эдмунд Бриджес родился примерно в 1520 году в семье Джона Бриджеса и его жены Элизабет Грей, дочери Эдмунда Грея, 9-го барона Грея из Уилтона. Он принадлежал к старинному рыцарскому роду, представители которого владели землями в Глостершире, Оксфордшире, Уилтшире. Джон Бриджес сделал карьеру придворного и политика, так что его сын с юных лет пользовался благосклонностью короля Генриха VIII. В день женитьбы Эдмунда монарх подарил ему и невесте два поместья в Уилтшире и дом в Глостере, прежде принадлежавший настоятелям собора Святого Петра.
В 1544 году Бриджес участвовал во французской экспедиции. В 1545 году он был избран в Палату общин от Вуттон Бассета (Уилтшир), но о его парламентской деятельности ничего не известно. В 1547 году Бриджес был в составе армии, воевавшей на севере, и сражался с шотландцами при Пинки, причём Эдуард Сеймур, 1-й герцог Сомерсет, посвятил его на поле боя в рыцари. В 1553 году сэр Эдмунд снова заседал в парламенте — на этот раз как рыцарь графства Глостершир. Возможно, он сопровождал на континент своего дядю Уильяма Грея, 13-го барона Грея из Уилтона, назначенного примерно тогда же лейтенантом Гина. Известно, что в 1557 году, когда Англия в союзе с Испанией воевала против Франции, Бриджес командовал отрядом в Нидерландах; возможно, в Англию он вернулся только в 1558 году, после взятия французами Кале.
После смерти отца в 1557 году сэр Эдмунд унаследовал семейные владения и титул барона Чандоса, воссозданный королевой Марией в 1554 году. При королеве Елизавете он занимал сильные позиции при дворе и пользовался большим влиянием в западных графствах. В 1572 году Бриджес был в числе пэров, приговоривших к смерти за измену Томаса Говарда, 4-го герцога Норфолка. Вскоре после этого он стал кавалером ордена Подвязки.
Барон умер 12 марта 1573 года, оставив завещание, датированное 1 марта того же года. Тело сэра Эдмунда похоронили в замке Садли (Глостершир).

## Семья
Сэр Эдмунд был женат на Доротее Брей, дочери Эдмунда Брея, 1-го барона Брея, и Джейн Халливелл. В этом браке родились:
- Джайлс (примерно 1548—1594), 3-й барон Чандос[6][1];
- Кэтрин;
- Элеанор;
- Уильям (примерно 1552—1602)[7][1].

В завещании барона упоминаются его внебрачные дети Эдмунд и Элизабет. Вдова Бриджеса вышла замуж во второй раз — за Уильяма Ноллиса, впоследствии 1-го графа Банбери.